# Herbert Reisner
Herbert Reisner (* 1. Dezember 1912 in Wien, Österreich-Ungarn; † 30. März 1982 ebenda) war ein österreichischer Neurologe und Psychiater.

## Leben
Nach dem Abschluss seines Medizinstudiums an der Universität Wien am 18. Juli 1938 absolvierte Reisner seine Fachausbildung unter Otto Pötzl an der Psychiatrisch-Neurologischen Universitätsklinik. Ab 1942 klinischer Assistent, wurde er jedoch im Mai 1943 zum Wehrdienst eingezogen und war während der Militärdienstzeit ein Jahr bei Viktor von Weizsäcker am Otfried Förster Institut, damals Hirnverletzten-Lazarett, in Breslau tätig. Reisner stellte einen Antrag auf Aufnahme in die NSDAP.
Nach dem Ende des Zweiten Weltkrieges setzte Reisner ab August 1945 seine Tätigkeit an der Wiener Psychiatrisch-Neurologischen Universitätsklinik, nunmehr unter der Leitung von Otto Kauders fort. 1949 habilitierte er sich als Erster Assistent der Klinik für das Fachgebiet Neurologie und Psychiatrie und leitete 1949/50 supplierend die Klinik.
1951 wechselte er als Ärztlicher Direktor an die Rothschild Stiftung der Nervenheilanstalt der Stadt Wien-Rosenhügel, welche 1966 in Neurologisches Krankenhaus der Stadt Wien-Rosenhügel umbenannt wurde. Reisner wirkte 17 Jahre an dieser Institution und war einer der prägenden Persönlichkeiten in der österreichischen Neurologie der Nachkriegs- und Wiederaufbauzeit. 1958 wurde Reisner zum ao. Univ. Professor für Forensische Psychiatrie ernannt.
Ab Juli 1968 o. Univ. Professor und Vorstand der Psychiatrisch-Neurologischen Univ. Klinik Graz. Ab September 1971 übernahm Reisner in Wien als Ordinarius und Vorstand die erste selbstständige Neurologische Universitätsklinik in Österreich, die er bis zu seinem Tod 1982 leitete.

## Wirken
Die Arbeitsgebiete von Reisner haben in über 300 Publikationen in großem Bogen die gesamte klinische Neurologie und einige wesentliche Gebiete der Psychiatrie umspannt. Die größte Zahl der Arbeiten Reisners hat sich mit den zerebrovaskulären Erkrankungen, dem Schlaganfall, befasst. Als wegweisender Meilenstein Reisners ist 1952 die Einrichtung der ersten Schlaganfallstation Österreichs am „Rosenhügel“ zu nennen, die es 1961 ermöglichte an rund 1000 Schlaganfallpatienten Katamnesen zu erheben, womit der Wert der konsequenten Rehabilitation erwiesen werden konnte. Reisner erkannte den Strukturwandel der später zumeist autonom gewordenen neurologischen Wissenschaften, der in den 1960/1970er Jahren eine Aufbruch Stimmung in der klinischen Neurologie bewirkte und begründete die sog. „Internationalen Symposien zur Koordination der neurologischen Wissenschaften“, die im Jahresabstand abwechselnd in Wien, Graz, Erlangen und Heidelberg tagten und für viele der jüngeren Generation zu einem Forum ihrer vielfältigen wissenschaftlichen Arbeiten wurde. An der Wiener Neurologischen Univ. Klinik gelang es Reisner eine moderne neurologische Institution aufzubauen, in welcher die Fachbereiche der Neuroradiologie, Hirnkreislauf Labor, neurochemisches Labor, Elektro-Neurophysiologie, Neuropsychologie und Einrichtungen der Neurorehabilitation unter seiner Leitung vereint vertreten waren. Im Jahr 1976 wurde er zum Mitglied der Leopoldina gewählt.
Reisner war Präsident der Gesellschaft Österreichischer Nervenärzte und Psychiater, Präsident der Österreichischen Multiple Sklerose Gesellschaft sowie Mitglied und Ehrenmitglied zahlreicher in- und ausländischer wissenschaftlicher Gesellschaften. Die Stadt Wien ehrte ihn mit einem Ehrengrab am Hietzinger Friedhof (Gruppe 45, Nummer 62). Im Gedenken an Reisner wird von der Österreichischen Sektion der Internationalen Liga gegen Epilepsie alle zwei Jahre der „Herbert Reisner Preis für klinische Epileptologie“ verliehen.

## Schriften
- Die akute Polyneuritis und Polyradikulitis. In: Otto Kauders (Hrsg.): Wiener Beiträge zur Neurologie und Psychiatrie, Band 1. Wilhelm Maudrich, Wien 1949.
- Das psychiatrische Fakultätsgutachten. Springer, Wien 1957.
- Der Gehirnschlag (Akuter Teil). In: W. Doberauer et al. (Hrsg.): Handbuch der praktischen Geriatrie. Band 1, Enke, Stuttgart 1965, S. 511–542.
- (als Hrsg.): Fortschritte der technischen Medizin in der neurologischen Diagnostik und Therapie. Gemeinsame Arbeitstagung der Deutschen Gesellschaft für Neurologie und der Gesellschaft Österreichischer Nervenärzte und Psychiater. Wien 3.–6. Oktober 1979. Neurologische Univ. Klinik Eigenverlag, Wien 1980.